# Henk Rogers
Henk B. Rogers (Amsterdam, 24 december 1953) is een computerspelontwerper en ondernemer. Hij is vooral bekend vanwege zijn succespoging tot het bemachtigen van de distributierechten voor het computerspel Tetris. Ook is hij een van de oprichters van The Tetris Company, welke het Tetris-handelsmerk bezit en licenseert. Rogers ontwikkelde daarnaast The Black Onyx, een van de eerste Japanse computer role-playing games.
Henk Rogers is honorair consul van Nederland in Honolulu.

## Levensloop
Rogers werd geboren in Nederland en heeft een Indische achtergrond. Op 11-jarige leeftijd verhuisde hij naar de Verenigde Staten waar hij programmeerlessen volgde op de Stuyvesant High School. Daarna studeerde hij informatica en rollenspelen aan de Universiteit van Hawaï.
Eind jaren 70 verhuisde hij naar Japan, waar hij het computerspelbedrijf Bullet-Proof Software oprichtte om zo The Black Onyx uit te geven. Het spel, dat geïnspireerd was door The Lord of the Rings en Wizardry, werd 150.000 keer verkocht.
In 1986 bracht Rogers Kyuroban Igo voor de Nintendo Entertainment System uit. Daarna volgde voor dezelfde spelcomputer Super Black Onyx, waarvoor grafisch kunstenaar Roger Dean de hoes ontwierp. Dit was het begin van een langdurige samenwerking tussen Rogers en Dean.

### Tetris
Op de Consumer Electronics Show (Las Vegas) in 1988 ontdekte Rogers het computerspel Tetris. Het spel werd op dat moment al gedistribueerd in verschillende landen, onder een licentieovereenkomst waarbij de oorspronkelijke licentienemer niet werd gehonoreerd. Rogers ging op eigen gelegenheid richting Moskou om zo de distributierechten van het spel te verkrijgen. Twee andere bedrijven waren echter ook geïnteresseerd. Rogers verkreeg samen met Nintendo de exclusieve distributierechten van Tetris voor spelcomputers. Nintendo versloeg hiermee concurrent Atari, die ervoor koos om op basis van de eerstgenoemde licentieovereenkomst het spel uit te brengen.
Rogers werd hierdoor tevens vrienden met de ontwerper van het spel, Aleksej Pazjitnov. In 1990 hielp hij Pazjitnov met zijn verhuizing naar de Verenigde Staten. Zes jaar later werd Pajitnov weer eigenaar van het Tetris-handelsmerk. Rogers verhuisde vervolgens naar Hawaï, waar hij Blue Planet Software en The Tetris Company oprichtte, waar men exclusief een licentie voor het handelsmerk kon verkrijgen.
In 2002 werd ook Blue Lava Wireless opgericht, wat mobiele computerspellen ging ontwikkelen. Het bedrijf werd in 2005 verkocht aan JAMDAT Mobile, dat later weer werd overgenomen door EA Mobile. Het bedrijf nam tevens een licentie op het handelsmerk voor de mobiele versies van Tetris.
Het verhaal van Rogers werd verbeeld in de film Tetris uit 2023.

## Bron
- Dit artikel of een eerdere versie ervan is een (gedeeltelijke) vertaling van het artikel Henk Rogers op de Engelstalige Wikipedia, dat onder de licentie Creative Commons Naamsvermelding/Gelijk delen valt. Zie de bewerkingsgeschiedenis aldaar.